# Ion Marin (antrenor)
Marin Ion (n. 25 martie 1955, Ciorogârla, România) este un antrenor român de  fotbal. În cariera de fotbalist, Marin Ion a jucat pe posturile de fundaș central și fundaș lateral dreapta. Este cunoscut mai bine ca Ion Marin și este poreclit Săpăligă.

## Cariera de fotbalist
Primii pași în fotbal i-a făcut la Electromagnetica București, în 1971. După un scurt popas la F.E.A. București, în 1972 trece la Dinamo, alături de care câștigă trei titluri de campion al României (1982, 1983 și 1984) și două Cupe ale României (1982, 1984). A debutat în Divizia A la data de 5 aprilie 1975, într-un meci disputat de Dinamo la FC Argeș. Și-a încheiat cariera de fotbalist la Rapid București.

## Antrenor
Și-a început cariera de antrenor în anul 1992, pe banca lui Petrolul Ploiești, alături de care a reușit marea performanță: câștigarea Cupei României, în 1995, după o finală cu Rapid București.
În 2001, după un periplu pe la Farul Constanța, Astra Ploiești și Petrolul, Ion Marin ajunge și pe banca lui Dinamo, echipa la care a evoluat ca fotbalist timp de 13 ani. Aici, ajutat pe finalul sezonului 2001-02 și de Cornel Dinu, reușește să câștige titlul de campion și ca antrenor cu Dinamo, după trei titluri ca jucător.